# Thelypteris sagittata
Thelypteris sagittata är en kärrbräkenväxtart som först beskrevs av Olof Peter Swartz, och fick sitt nu gällande namn av George Richardson Proctor. Thelypteris sagittata ingår i släktet Thelypteris och familjen Thelypteridaceae. Inga underarter finns listade.